# USS Bunker Hill (CV-17)
Pour les autres navires du même nom, voir USS Bunker Hill.
L’USS Bunker Hill (CV-17) est un porte-avions de la classe Essex appartenant à l'US Navy.
Issu du chantier naval Fore River de Quincy de la Bethlehem Steel où il est mis sur cale en septembre 1941, il est lancé en décembre 1942 et entre en service le 24 mai 1943.
Il est baptisé du nom de la bataille de Bunker Hill tenue lors de la guerre d'indépendance en 1775.
Ayant achevé son entraînement, il rejoint le Pacifique et se trouve au feu dès novembre. Engagé à Bougainville, aux Gilbert, à Kwajalein, dans le raid sur Truk, il est encore présent à Hollandia, aux Mariannes, à Palau, Leyte, Iwo-Jima, Okinawa.
Le 11 mai 1945, il est gravement endommagé par une attaque de kamikazes (deux appareils) qui fait 372 tués et 272 blessés. Il peut retourner aux États-Unis, mais ne connaîtra plus le combat.

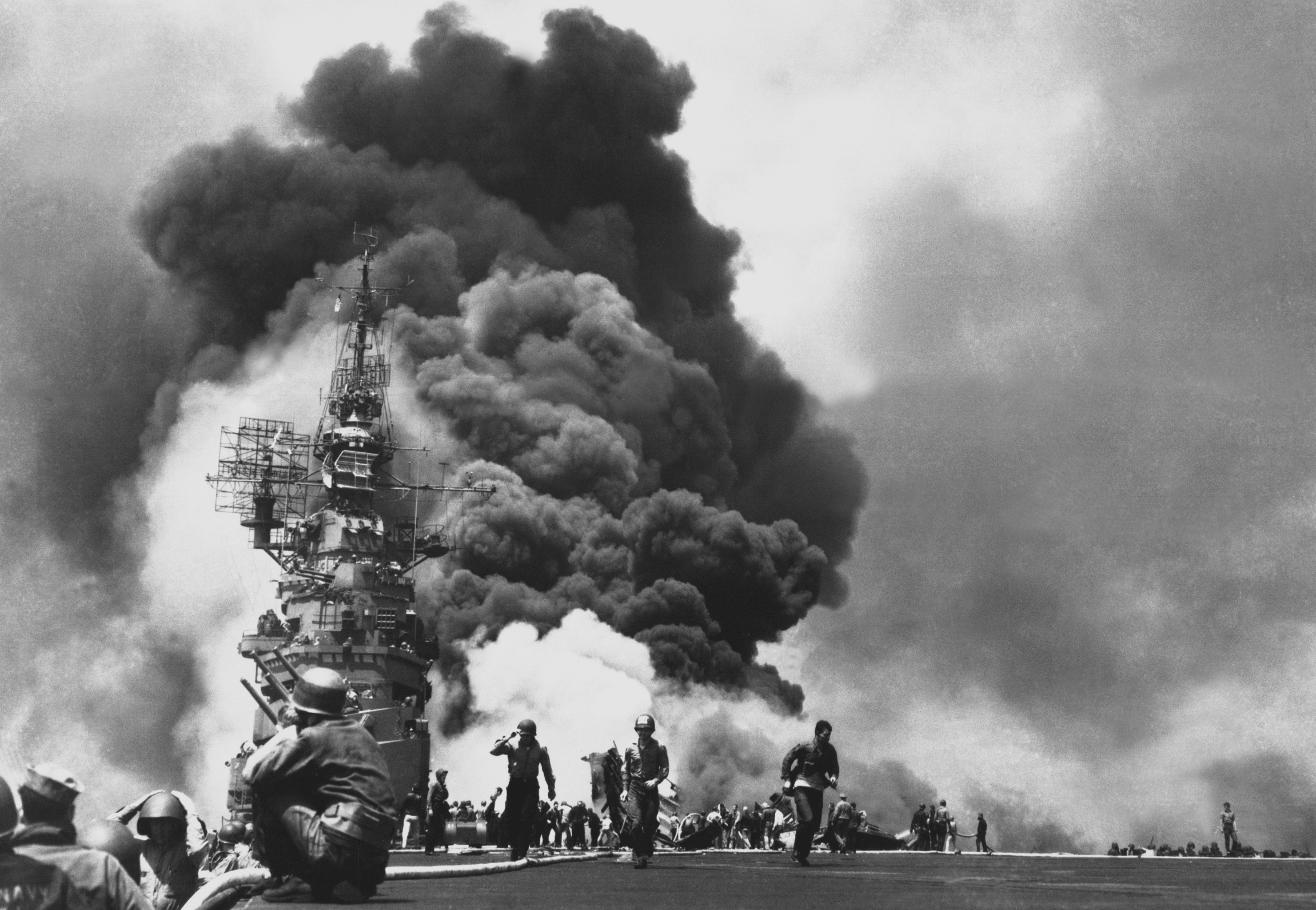
L’USS Bunker Hill venant d’être touché par deux kamikazes, le 11 mai 1945 au large de Kyūshū

Mis en réserve en 1946, il est définitivement « rayé des cadres » en 1966 sans avoir repris du service. Un projet de transformation en musée en 1972 échoue et il est démantelé en 1973.

## Décorations
L'USS Bunker Hill a reçu les décorations suivantes :
- Presidential Unit Citation (États-Unis)
- American Campaign Medal
- Asiatic-Pacific Campaign Medal (avec onze étoiles)
- World War II Victory Medal
- Philippine Republic Presidential Unit Citation (Philippines)
- Philippine Liberation Medal